# Río Hornija
El río Hornija es un río español, afluente del Duero, que realiza su recorrido por la provincia de Valladolid, comunidad autónoma de Castilla y León. (Pertenece a la cuenca del Duero, subdivisión del Bajo Duero)

## Nacimiento y recorrido
Nace en Fuente Porras, en La Mudarra, y discurre por Peñaflor de Hornija, Torrelobatón, Villasexmir, San Salvador, Gallegos de Hornija, Vega de Valdetronco, Marzales, Villalar de los Comuneros, Los Villaesteres y San Román de Hornija, antes de finalizar su recorrido en el Duero junto a la finca zamorana de Villaguer.